# 岩波嘉重
岩波 嘉重（いわなみ かじゅう、1886年 - 1974年）は、日本の実業家。日本ピラー工業（現・PILLAR）創業者。

## 略歴
長野県諏訪郡中洲村（現・諏訪市）出身。長野県立諏訪中学校（現・長野県諏訪清陵高等学校・附属中学校）を経て、東京高等商船学校（現・東京海洋大学）卒業。1924年船舶用レシプロエンジンのシリンダーグランド用として国産第一号の船舶用パッキンである合金製ピラーパッキンを考案し、兵庫県神戸市灘区に日本ピラー工業所（現・PILLAR）を創業。1926年大阪府大阪市淀川区に本社・工場を新設。1948年株式会社に改組し、日本ピラー工業株式会社（現・株式会社PILLAR）を設立。